# Saint-julien (AOC)
Pour les articles homonymes, voir Saint-Julien.
Le saint-julien est un vin rouge français d'appellation d'origine contrôlée produit sur les communes de Saint-Julien-Beychevelle, Cussac-Fort-Médoc et Saint-Laurent-Médoc dans le Médoc, une des subdivisions du vignoble de Bordeaux.
C'est une des appellations communales du vignoble du Médoc, au sud du pauillac. En 2008, le vignoble couvrait 920 ha pour une production moyenne de 41 775 hl, soit un rendement moyen de 45 hl/ha.

## Historique
Appartenant au vignoble du Médoc, l'appellation partage son histoire avec ses voisines. Le défrichement et la mise en valeur du Médoc ne datent que des XVIe et XVIIe siècles. Les vins de cette région se font progressivement connaitre et leur renommée franchit les frontières.
L'appellation est reconnue officiellement par le décret du 8 décembre 1936. Le cahier des charges de l'appellation a été modifié dernièrement en septembre 2009, puis en novembre 2011.

## Vignoble

### Aire d'appellation

Carte des vignobles du Médoc (au nord) et des Graves (au sud) de part et d'autre de l'agglomération bordelaise, montrant les différentes aires d'appellation. Celle du saint-julien est en vert jaunâtre.

Les vins sont produits essentiellement sur la commune de Saint-Julien-Beychevelle, mais quelques parcelles sont également réparties sur Cussac-Fort-Médoc et Saint-Laurent-Médoc.
Saint-Julien-Beychevelle est situé entre Margaux et Pauillac, sur la rive gauche de l'estuaire de la Gironde.

### Géologie et orographie
Le vignoble est établi sur une roche sédimentaire, les graves. Homogène en surface avec une mer de galets, le sous-sol révèle au contraire une complexité qui fait la variété des vins de saint-julien,,.

### Climatologie
Le climat est tempéré de type océanique.
La station météo de Bordeaux (à 47 mètres d'altitude) se trouve juste au sud de l'aire d'appellation. Ses valeurs climatiques de 1961 à 1990 sont :
| Mois                              | jan.  | fév. | mars | avril | mai  | juin | jui. | août | sep. | oct. | nov. | déc. | année |
| --------------------------------- | ----- | ---- | ---- | ----- | ---- | ---- | ---- | ---- | ---- | ---- | ---- | ---- | ----- |
| Température minimale moyenne (°C) | 2,3   | 3,1  | 3,9  | 6,3   | 9,5  | 12,4 | 14,4 | 14,2 | 12,2 | 9,1  | 5,1  | 2,9  | 7,9   |
| Température moyenne (°C)          | 5,8   | 7,1  | 8,8  | 11,3  | 14,6 | 17,8 | 20,2 | 19,9 | 17,9 | 14   | 9,1  | 6,4  | 12,8  |
| Température maximale moyenne (°C) | 9,4   | 11,2 | 13,7 | 16,3  | 19,7 | 23,2 | 26,1 | 25,6 | 23,7 | 18,9 | 13,1 | 9,9  | 17,6  |
| Ensoleillement (h)                | 86    | 109  | 162  | 190   | 211  | 242  | 276  | 249  | 207  | 165  | 103  | 83   | 2 084 |
| Précipitations (mm)               | 100,4 | 85,5 | 76,4 | 72,2  | 77,3 | 56,2 | 46,5 | 54,2 | 73,9 | 87,6 | 94,1 | 98,7 | 923,1 |

### Encépagement
Les cépages utilisés dans cette appellation sont identiques à ceux trouvés partout dans le Médoc : cabernet sauvignon dominant, cabernet franc, merlot, côt (malbec), petit verdot et carménère (traces).
L’appellation est traditionnellement, mais ce point est sujet à controverse, divisée en deux : les vins du sud, plus souples et féminins, proche des margaux ; et les vins du nord, plus puissants et charpentés (les Léoville par exemple), proche des pauillac.

### Vendanges
Le rendement est limité par le cahier des charges à un maximum de 57 hectolitres par hectare, avec la possibilité de monter jusqu'au rendement butoir de 63 hl/ha (soit les mêmes limites que pour produire le listrac-médoc, le moulis, le saint-estèphe, le margaux et le pauillac).
Les rendements moyens déclarés ont été, pour l'ensemble de l'appellation :
| Année | Superficie (ha) | Production (hl) | Rendement (hl/ha) |
| ----- | --------------- | --------------- | ----------------- |
| 2017  | 909             | 40 799          | 44                |
| 2018  | 919             | 39 290          | 42                |
| 2019  | 899             | 41 722          | 46                |
| 2020  | 906             | 31 307          | 35                |
| 2021  | 900             | 32 044          | 36                |
| 2022  | 905             | 31 337          | 35                |
| 2023  | 896             | 45 684          | 51                |
| 2024  | 903             | 30 191          | 33                |

## Vins

### Dégustation
Le saint-julien présente une robe rubis profond, sombre. Au nez, le bouquet est fin, complexe et très délicat, sur des notes de fruits rouges et noirs avec la myrtille et la mûre ; le deuxième nez s’ouvre lentement sur des fragrances de pruneau et des arômes d’élevage comme le cacao, le pain grillé, le café, et la boîte à tabac.
En bouche, c’est un vin d’une tendresse et profondeur remarquables, l’attaque est franche et souple, la matière est dense et s’étale lentement en bouche, les tanins sont très profonds, avec de la sève et un grain unique, la texture est veloutée et délicate ; la finale est magistrale.

### Hiérarchie des prix
Le prix de vente des vignes ayant droit à l'appellation saint-julien est officiellement en 2023 de 1,8 million d'euros l'hectare en moyenne (variant entre 1,2 et 2 millions d'€) ; les prix sont encore plus élevés sur l'appellation voisine pauillac, atteignant 3 millions d'€/ha (de 2,2 jusqu'à 4,5), des prix qu'on ne retrouve que pour du pomerol ou quelques grands crus bourguignons. Cela est supérieur à ceux pour du margaux qui sont à 1,5 million (de 1 à 2,5), du saint-estèphe à 500 000 € (entre 300 000 et 1 200 000 €) ou du haut-médoc à 50 000 € (de 30 000 à 140 000 €).
Pour une comparaison entre les appellations, on peut aussi prendre les prix pratiqués en vrac (en € pour une tonneau de 900 litres) officiellement pour le calcul des fermages en 2023, qui fournissent une hiérarchie :
- 833,5 € (92,5 €/hl) pour du bordeaux rouge ;
- 1 329,5 € (147.5 €/hl) pour du médoc ;
- 1 588,5 € (176.5 €/hl) pour du haut-médoc ;
- 1 812,5 € (201.5 €/hl) pour du listrac ou du moulis ;
- 5 278,5 € (586.5 €/hl) pour du saint-estèphe ;
- 8 933 € (992.5 €/hl) pour du margaux ;
- 7 648 € (850 €/hl) pour du saint-julien ;
- 9 304 € (1 034 €/hl) pour du pauillac.

Les prix dans le commerce sont évidemment bien plus élevés, variant considérablement en fonction du nom du producteur.

### Classement

#### Grands crus
L'AOC comprend onze grands crus classés, dont cinq deuxièmes grands crus, deux troisièmes grands crus et quatre quatrièmes grands crus :
- Château Ducru-Beaucaillou (2e) ;
- Château Gruaud Larose (2e) ;
- Château Léoville Barton (2e) ;
- Château Léoville Las Cases (2e) ;
- Château Léoville Poyferré (2e) ;
- Château Beychevelle (4e) ;
- Château Lagrange (3e) ;
- Château Talbot (4e) ;
- Château Branaire-Ducru (4e) ;
- Château Langoa Barton (3e) ;
- Château Saint-Pierre (4e).

#### Crus bourgeois
Aucun producteur de saint-julien ne figure au classement 2025 des crus bourgeois du Médoc.

#### Cru artisan
Un seul producteur de saint-julien fait partie du classement des crus artisans :
- Château La Fleur Lauga.

#### Hors classement
Certains de ces crus ont une petites superficie : moins d'un hectare quelquefois.
- Château Bel-Air
- Château Capdet
- Château du Glana
- Château Gloria
- Château La Bridane
- Château Lalande
- Château Lalande-Borie
- Château Moulin de la Rose
- Château Moulin Riche
- Château Terrey-Gros-Caillou
- Château Teynac
- Clos du Marquis
- Domaine Castaing (petit domaine)
- Terroir de la Cabane (petit domaine)
- Domaine du Jaugaret (petit domaine)
- Château Finegrave (petit domaine)
- Domaine des Regailles (petit domaine)
- Château La Fleur Lauga (petit domaine)

Certains des châteaux de l'AOC saint-julien possèdent un second vin. Ces seconds vins sont tout simplement une sélection de quelques cuves du château, moins qualitatives et souvent plus jeunes.